# Kromolin

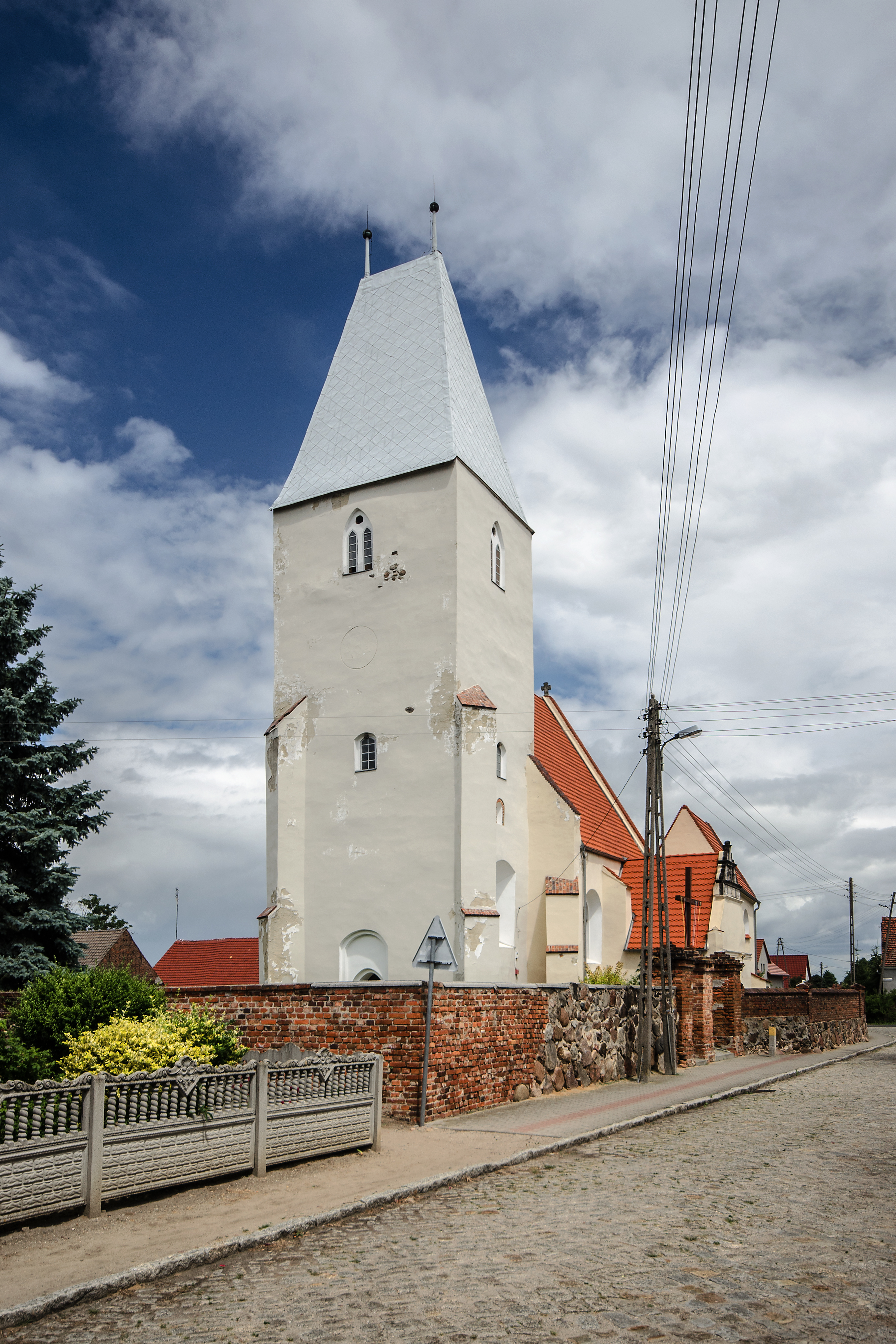
Kościół św. Michała Archanioła w Kromolinie

Kromolin (niem. Schönau) – wieś w Polsce położona w województwie dolnośląskim, w powiecie głogowskim, w gminie Żukowice.

## Podział administracyjny
W latach 1954–1961 wieś należała i była siedzibą władz gromady Kromolin, po jej zniesieniu w gromadzie Dobrzejowice. W latach 1975–1998 miejscowość administracyjnie należała do województwa legnickiego.

## Demografia
Kromolin jest największą miejscowością gminy Żukowice. Według Narodowego Spisu Powszechnego posiadał 581 mieszkańców (III 2011 r.).

## Zabytki
Do wojewódzkiego rejestru zabytków wpisane są obiekty:
- kościół filialny, z XIV-XVI w.
- cmentarz przy kościele
- kościół filialny pw. św. Anny, na Górze św. Anny, z 1716 r.
- cmentarz ewangelicki, obecnie rzymskokatolicki parafialny, z 1882 r.
- zespół pałacowy, z XVI-XIX w.:
  - pałac – obecnie w ruinie
  - park.